# Cerkiew św. Jana Chrzciciela w Kalnej Roztoce
Cerkiew św. Jana Chrzciciela w Kalnej Roztoce – drewniana greckokatolicka cerkiew filialna parafii Klenová. Należy do dekanatu Snina w archieparchii preszowskiej Kościoła katolickiego obrządku bizantyjsko-słowackiego.
Cerkiew powstała w unikatowym typie cerkwi karpackich charakterystycznym dla okolic Sniny, posiada status Narodowego Zabytku Kultury.

## Historia
Cerkiew została wzniesiona w 1750 na wzgórzu ponad miejscowością. Odnawiana w 1839. W latach pięćdziesiątych XX wieku została zamieniona na prawosławną, ale w latach dziewięćdziesiątych wróciła do grekokatolików. W latach 1988–1989 odremontowano dzwonnicę. Cerkiew została całkowicie odrestaurowana latach 2002–2004.

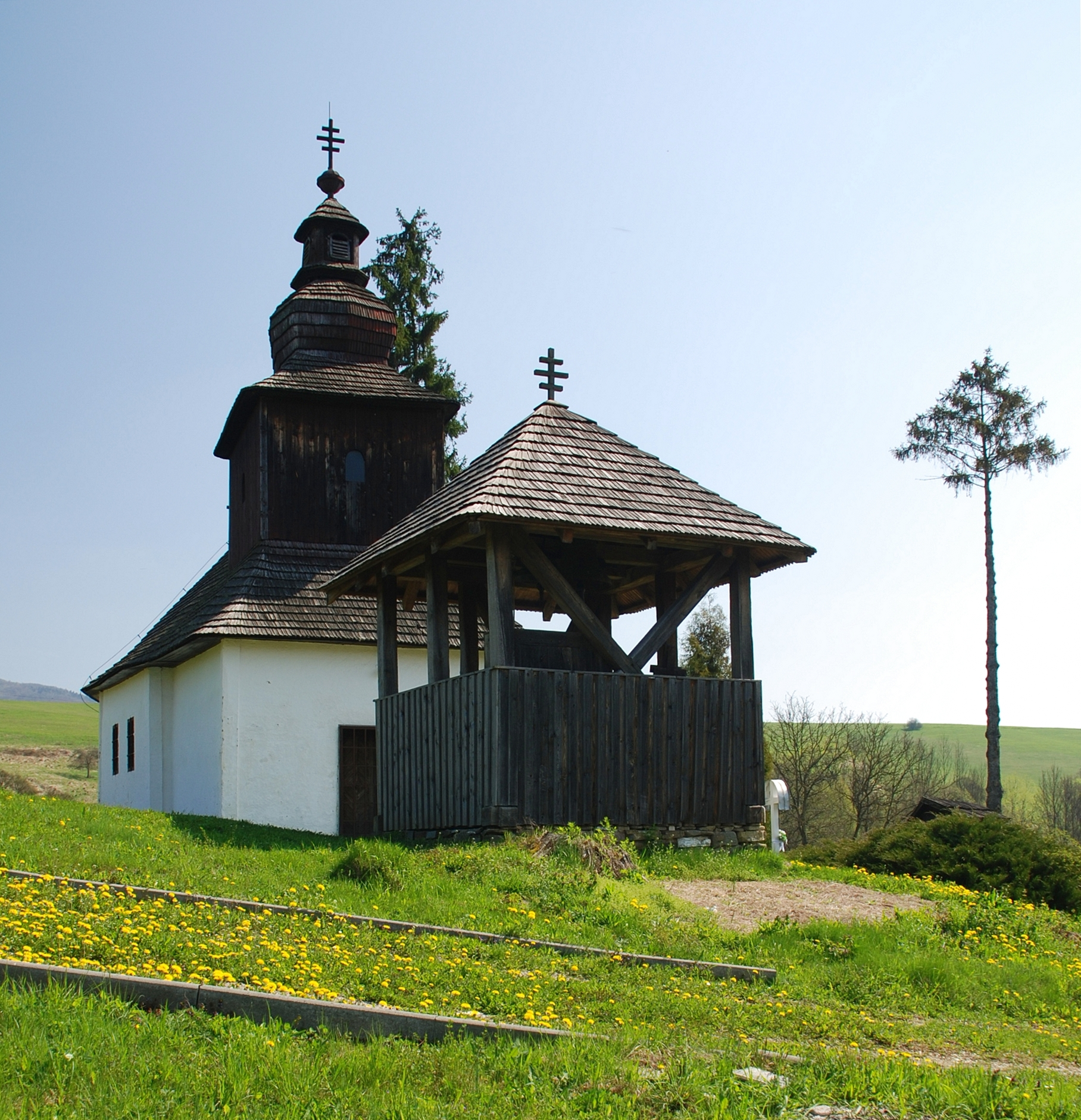
Widok od strony zachodniej
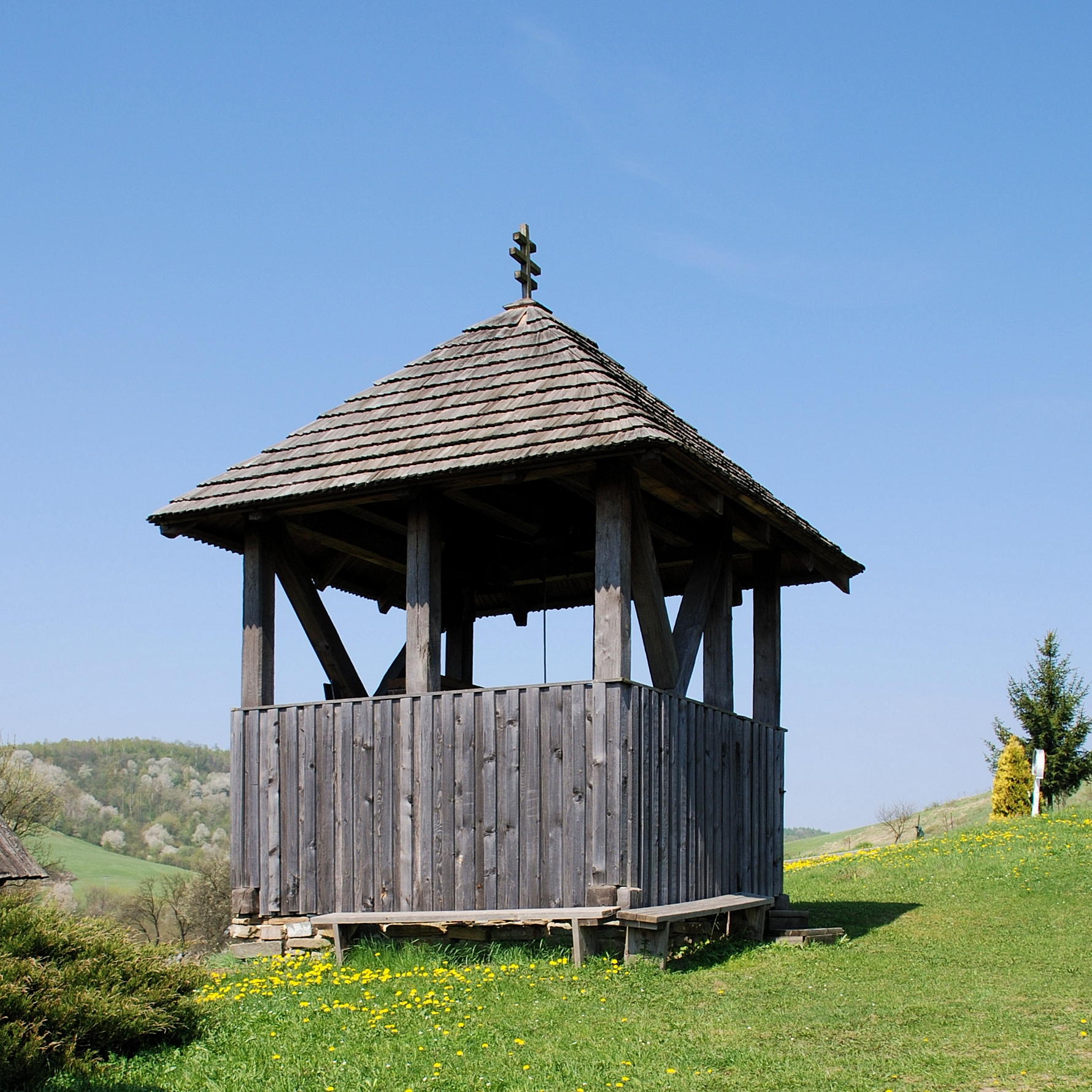
Dzwonnica
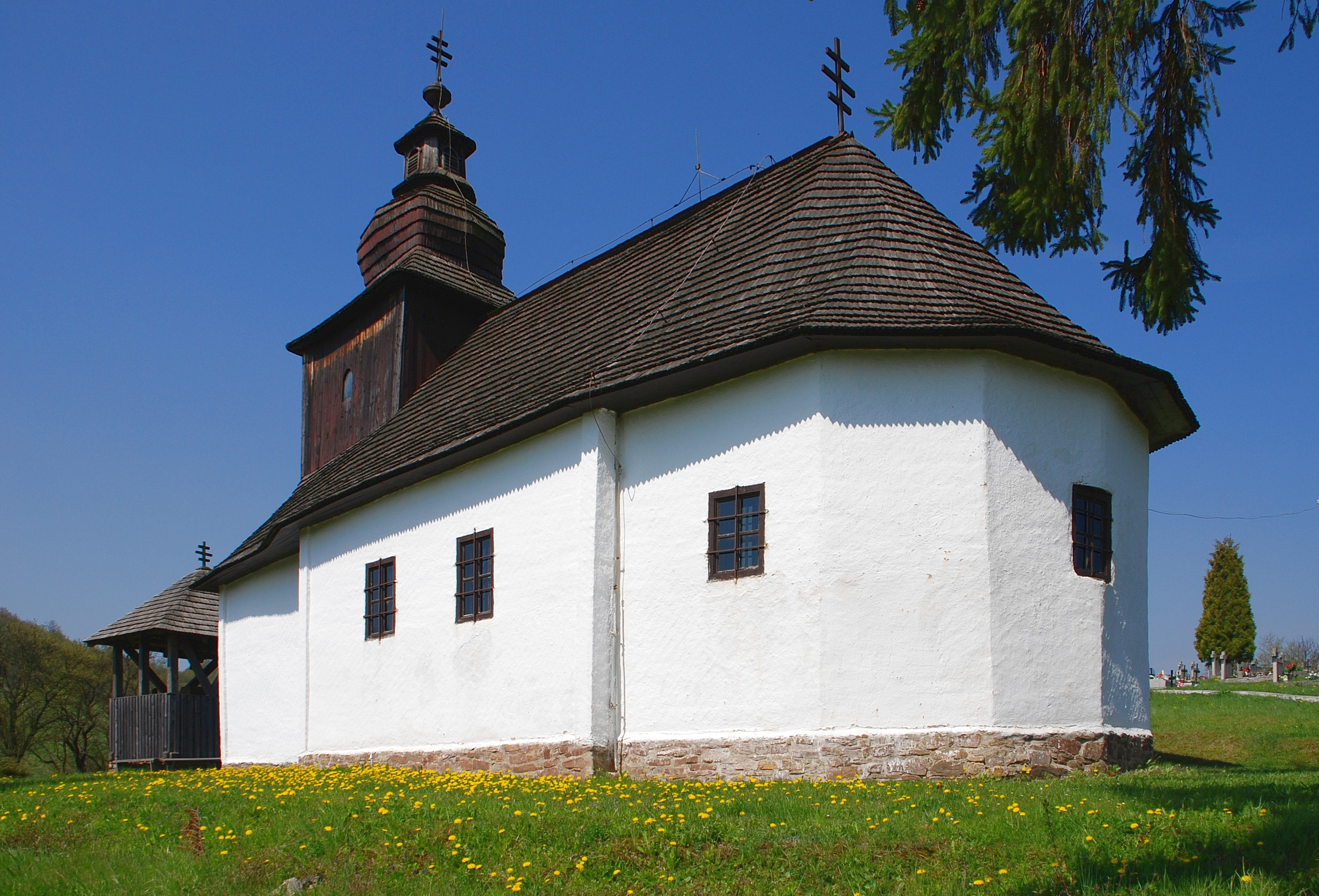
Widok od południa

## Architektura i wyposażenie
Jest to cerkiew drewniana o konstrukcji zrębowej, orientowana na kamiennej podmurówce. Budowla trójdzielna: prezbiterium zamknięte trójbocznie, szersza nawa i babiniec z posadowioną na jego zrębie niską słupową wieżą, o prostych ścianach, z namiotowym daszkiem, zakończoną cebulastą banią, z metalowym krzyżem. Nad prezbiterium druga mała wieżyczka. Ściany zrębu na zewnątrz jak i wewnątrz oblepiono gliną i pomalowano na biało. Całość nakryta jednokalenicowym dachem gontowym.
Wewnątrz stropy płaskie. W prezbiterium barokowy ołtarz główny z ikoną Chrystusa Eucharystycznego i ołtarz boczny z końca XVII stulecia. Zachował się pięciopiętrowy kompletny ikonostas z XVIII wieku. Carskie wrota dwuskrzydłowe z czterema ewangelistami.

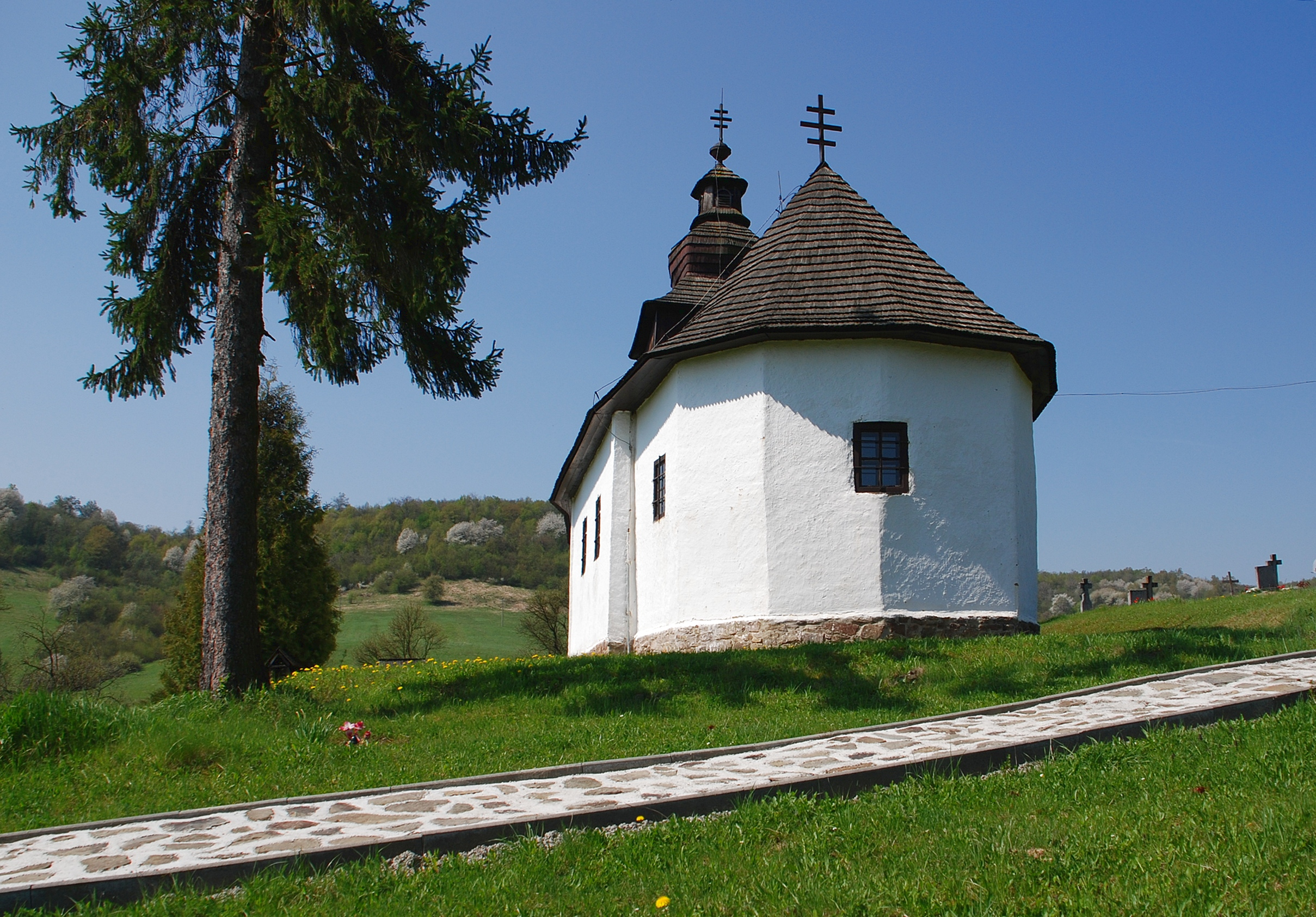
Widok od strony wschodniej
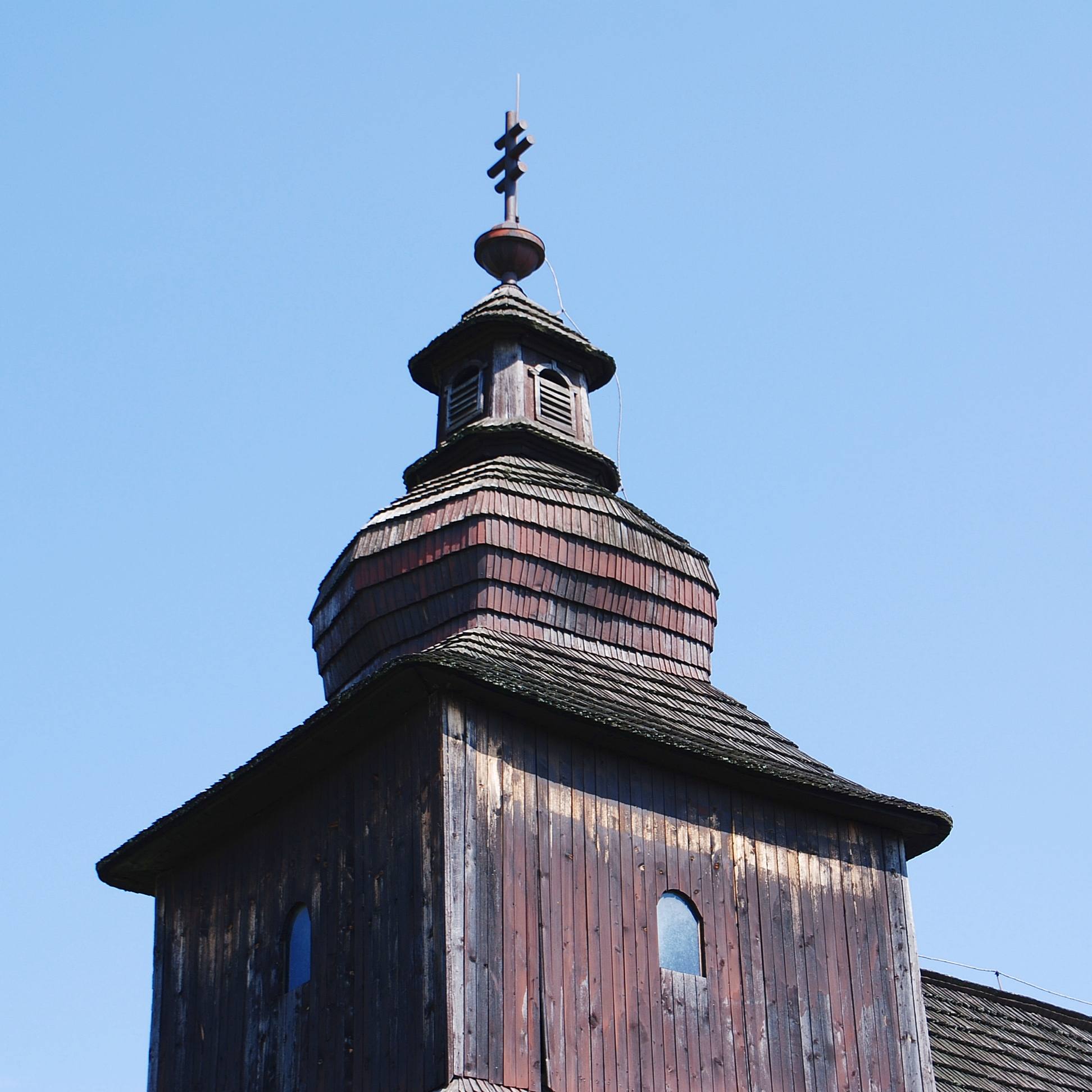
Wieża nad babińcem
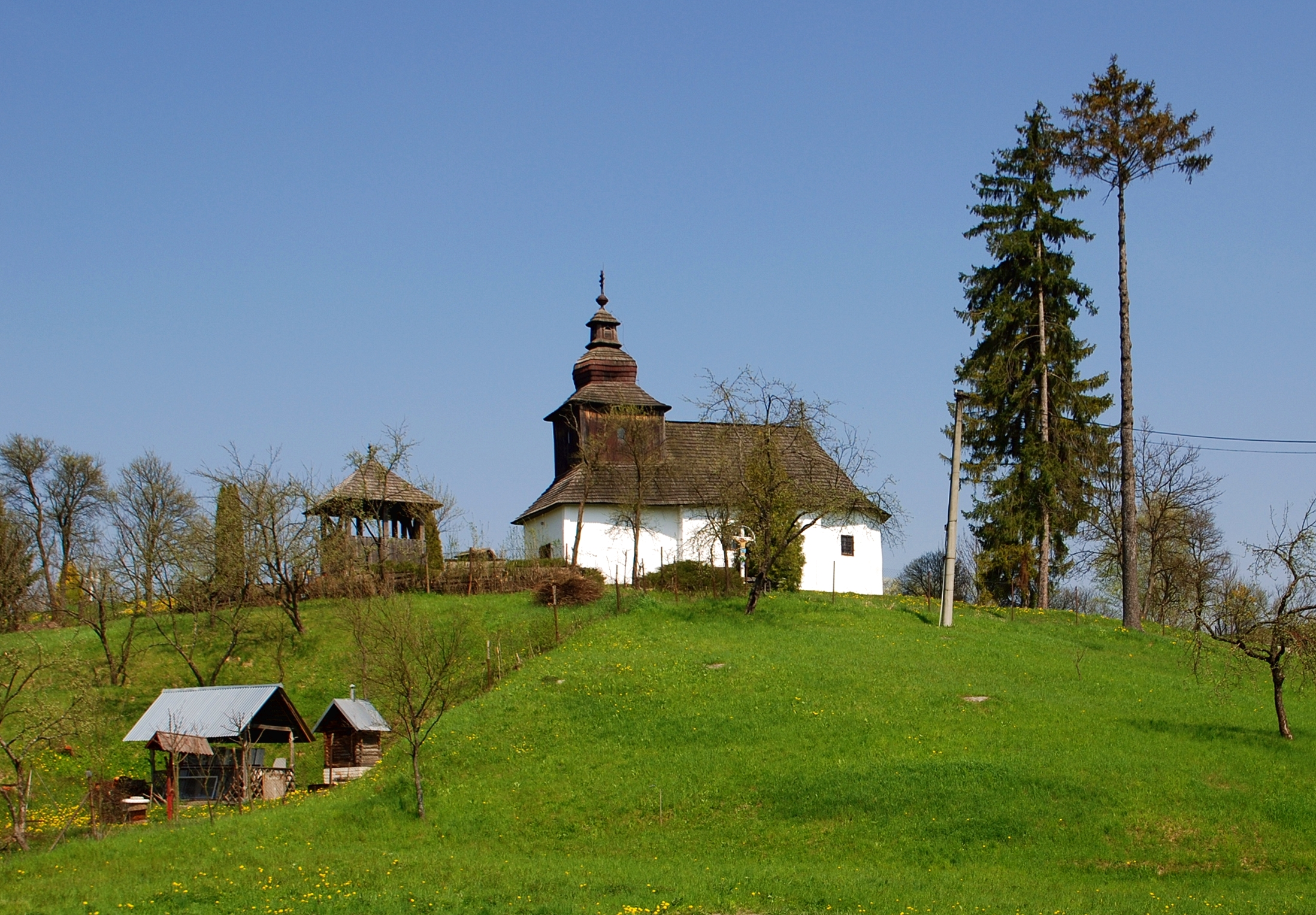
Widok ogólny

## Wokół cerkwi
Obok cerkwi drewniana dzwonnica na niskiej kamiennej podmurówce, z dwoma dzwonami z 1908 i 1993, prostej konstrukcji słupowo-masztowej.